# Antoine Méo
Antoine Méo   (Dinha, 29 d'agost de 1984) és un pilot de motocròs i enduro occità que va ser cinc vegades Campió del Món d'enduro entre el 2010 i el 2015 (tres en categoria E1 i dues en E2). Al llarg de la seva carrera ha obtingut també quatre victòries als Sis Dies Internacionals d'Enduro com a membre de l'equip estatal francès al Trofeu i tres d'individuals a la seva classe, a més de quatre campionats de França i dos d'Itàlia.

## Trajectòria esportiva
Méo va començar practicant el motocròs i el supercross. El 2002 fou Campió d'Europa de Supercross en 125cc i el 2003, subcampió de França de motocròs en 250cc. Va arribar a participar al mundial de motocròs en categoria MX1, essent el seu millor resultat en aquesta competició el quinzè lloc final la temporada del 2004.
El 2008 va debutar al Campionat del Món d'enduro amb Husqvarna i va quedar-hi cinquè. L'any següent ja hi fou subcampió darrere de Mika Ahola a la categoria E1. Continuant amb Husqvarna, va guanyar el títol mundial el 2010 per davant del francès Johnny Aubert. De cara a la temporada 2011, Méo va passar a la classe E2 i va guanyar el seu segon títol mundial. Després va tornar a la classe E1 i en va guanyar els títols mundials del 2012, 2013 i 2015 amb KTM. Els anys 2009, 2010, 2012 i 2013 va guanyar el World Trophy als ISDE com a membre de la selecció francesa, a més d'aconseguir-hi la victòria individual a la seva classe els anys 2010 i 2012 (E1) i 2013 (E3). Méo va participar també a la Copa del Món d'enduro indoor, on va guanyar la prova italiana la temporada 2007/08 i va quedar segona a la primera cursa, a Gran Bretanya, la temporada 2009/10.
Un cop retirat de l'enduro, Antoine Méo va competir al Ral·li Dakar del 2016 amb l'equip de fàbrica Red Bull KTM. Tot i ser el seu primer any al Ral·li Dakar, en va guanyar l'onzena etapa i va acabar setè de la general. El 2018 hi va tornar i va acabar-hi quart després de guanyar-ne novament una etapa.

## Palmarès

### Resultats per any

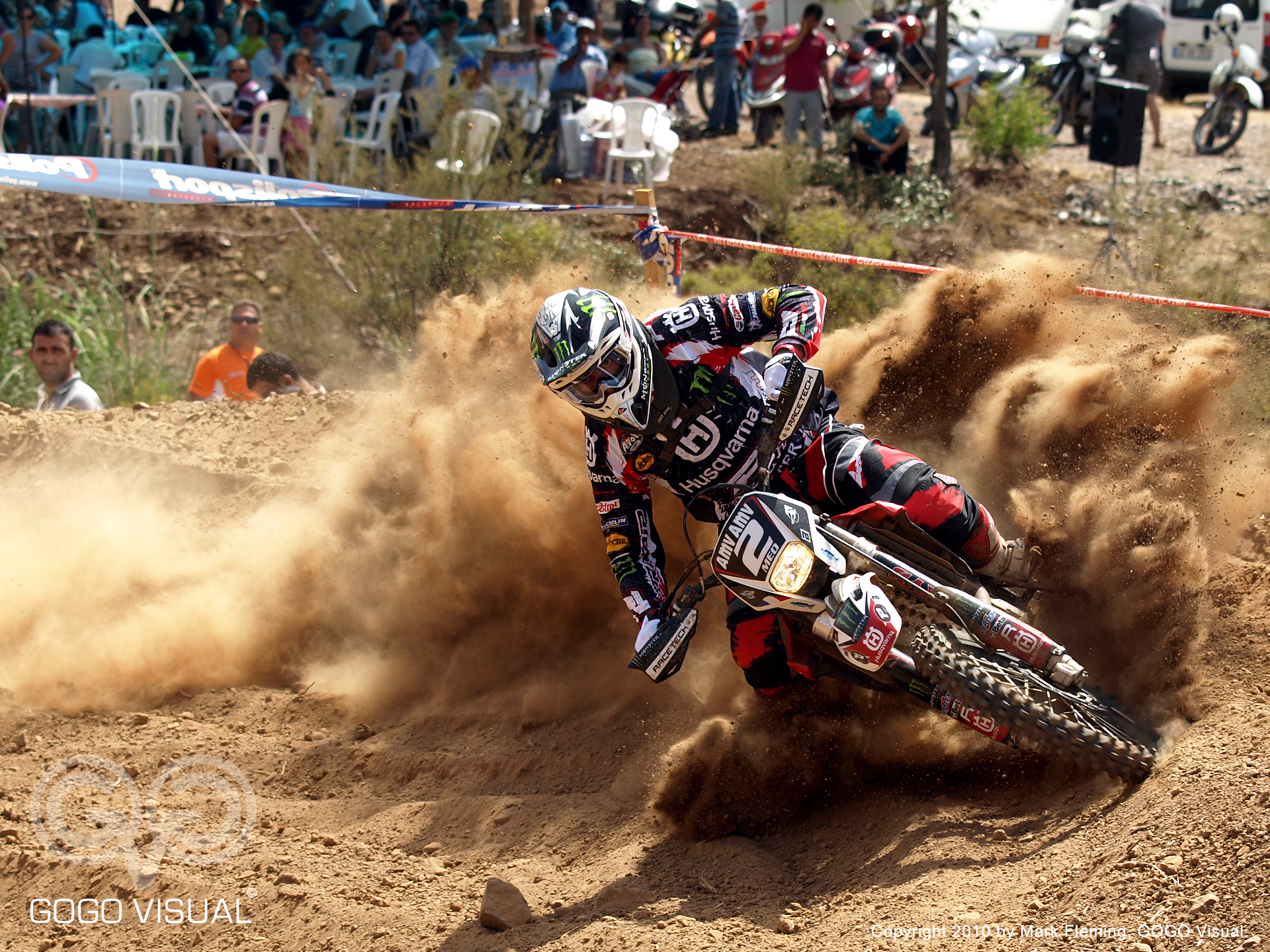
Méo al GP de Turquia durant el mundial d'enduro del 2010

| Any  | Campionat                        | Classe     | Equip       | Victòries | Classificació |
| ---- | -------------------------------- | ---------- | ----------- | --------- | ------------- |
| 2002 | Campionat d'Europa de Supercross | 125 cc     | Kawasaki    | ?         | 1r            |
| 2003 | Campionat de França de motocròs  | 250 cc     | Kawasaki    | ?         | 2n            |
| 2004 | Campionat del Món de motocròs    | MX1        | Kawasaki    | 0         | 15è           |
| 2005 | Campionat del món de motocròs    | MX1        | Husqvarna   | 0         | 20è           |
|      |                                  |            |             |           |               |
| 2008 | Campionat del Món d'enduro       | E2         | Husqvarna   | 0         | 5è            |
| 2009 | Campionat del món d'enduro       | E1         | Husqvarna   | 6         | 2n            |
| 2009 | Campionat d'Itàlia d'enduro      | Estrangers | Husqvarna   | ?         | 1r            |
| 2010 | Campionat del món d'enduro       | E1         | Husqvarna   | 8         | 1r            |
| 2010 | Campionat de França d'enduro     | E1         | Husqvarna   | ?         | 1r            |
| 2011 | Campionat del món d'enduro       | E2         | Husqvarna   | 8         | 1r            |
| 2011 | Campionat de França d'enduro     | E2         | Husqvarna   | ?         | 1r            |
| 2012 | Campionat del món d'enduro       | E1         | KTM Farioli | 12        | 1r            |
| 2012 | Campionat de França d'enduro     | E1         | KTM Farioli | ?         | 1r            |
| 2013 | Campionat del món d'enduro       | E1         | KTM Farioli | 12        | 1r            |
| 2013 | Campionat de França d'enduro     | E1         | KTM Farioli | ?         | 1r            |
| 2014 | Campionat del món d'enduro       | E2         | KTM Farioli | 4         | 6è            |
| 2015 | Campionat del món d'enduro       | E2         | KTM Farioli | 8         | 1r            |
| 2015 | Campionat d'Itàlia d'enduro      | Estrangers | KTM Farioli | ?         | 1r            |

### Victòries als ISDE
| Any  | Lloc                      | Classe       | Equip  | Classificació    |
| ---- | ------------------------- | ------------ | ------ | ---------------- |
| 2009 | Figueira da Foz, Portugal | World Trophy | França | 1r (equip)       |
| 2010 | Morelia, Mèxic            | World Trophy | França | 1r (equip i E1)  |
|      |                           |              |        |                  |
| 2012 | Sachsenring, Alemanya     | World Trophy | França | 1r (equip i E1)  |
| 2013 | Òlbia (Sardenya), Itàlia  | World Trophy | França | 1r (equipi i E3) |